# Doris Zinkeisen
Doris Clare Zinkeisen , née le 31 juillet 1898 et morte le 3 janvier 1991, est une décoratrice de théâtre et costumière britannique, également peintre, artiste publicitaire et écrivaine. Elle est plus connue pour son travail dans le décor.

## Enfance et jeunesse
Doris Zinkeisen est née à Clynder House à Rosneath, Argyll, en Écosse. Ses parents sont Clare Bolton-Charles, née au Pays de Galles, et Victor Zinkeisen, un commerçant de bois et amateur d'art de Glasgow. La famille de son père est originaire de Bohême et est installée en Écosse depuis deux cents ans. Elle a une sœur cadette, Anna Zinkeisen qui est également devenue artiste.
Durant son enfance, sa famille quitte l'Écosse et déménage à Pinner, près de Harrow, en 1909. Zinkeisen étudie à la Harrow School of Art pendant quatre ans et obtient une bourse pour l'Académie Royale des Écoles en 1917, en collaboration avec sa sœur Anna.

## Carrière
Zinkeisen partage un studio à Londres avec sa sœur durant les années 1920 et 1930 avant d'entamer sa carrière de peintre, artiste publicitaire et décoratrice de théâtre.
Mariée au capitaine Edward Grahame Johnstone, le couple donne naissance à deux sœurs jumelles, Janet et Anne — futures illustratrices de renom — et un garçon, Murray.

### Peinture et art publicitaire
Le style réaliste de Zinkeisen la rend populaire en tant que portraitiste et elle devient connue dans les milieux mondains.
Le sujet de ses peintures (portraits mondains, portraits équestres et scènes dans les parcs de Londres et Paris reflètent le style de vie de la classe supérieure de l'époque.
Elle travaille également beaucoup dans d'autres médias comme illustratrice et artiste commerciale, avec notamment la production d'affiches publicitaires pour plusieurs compagnies britanniques de chemin de fer, le métro de Londres et les peintures murales pour le RMS Queen Mary.

#### Affiches de chemin de fer
Zinkeisen produit un certain nombre d'affiches pour les compagnies London and North Eastern Railway (LNER), Southern Railway (SR) et London, Midland and Scottish Railway (LMSR) dans les années 1930. Ces affiches ont souvent un thème historique et incluent :
- Berwick-upon-Tweed by LNER (1930) qui montre Isabelle de Fife punie par Édouard Ier pour avoir couronné Robert the Bruce à Scone en 1306[5],
- Cambridge it's Quicker by Rail (1930) pour LNER, qui montre la reine Élisabeth Ire visitant le Queens College en 1564[6],
- Durham by LNER (1932), basé sur la légende de la fondation de la ville, montre des pèlerins suivant une laitière avec la cathédrale de Durham en arrière-plan[7]
- To York – Dick Turpin's Ride (1934) pour LNER montre Dick Turpin, bandit de grand chemin du XVIIIe galopant vers York sur son cheval Black Bes avec York Minster en fond[8],
- Western Highlands – Rob Roy (1934) pour LNER/LMS montrant Rob Roy debout sur une montagne[9],
- Scarborough, In Grandmother's Day (1935) pour LNER montre des personnes en tenue victorienne devant le kiosque à musique de Scarborough, avec le château et la mer en arrière-plan[10],
- Coronation (1937) pour LNER montre la Coronation, locomotive construite par Timothy Hackworth en 1831 en l'honneur du couronnement du roi Guilaume IV[11],
- What to see from the windows of the Atlantic Coast Express (1937), a guidebook produced for SR with illustrations[12],
- The Coronation (1937) with the text "designed by Sir Nigel Gresley, Chief Mechanical Engineer, LNER, in honour of the coronation of King George VI. Kings Cross – Edinburgh in 6 hours" showing the Coronation passing through the countryside[13],
- Captain Cook at Whitby (c. 1937) for LNER showing Captain Cook and two Royal Navy officers in Whitby harbour with St Mary's Church and Whitby Abbey in the background. The poster's text says "His voyages round the world for making new discoveries were undertaken in the Endeavour in 1768 and the Resolution in 1772. Both these ships were built at Whitby. It's quicker by rail. London and North Eastern Railway."[14]
- Scotland by East Coast Route – LNER with the text "The articles of union between england & scotland were secretly signed in a cellar in high Street edinburgh 1706"[15].